# زواج المثليين في نيو برونزويك
أصبح زواج المثليين قانونيا في المقاطعة الكندية نيو برونزويك قانونياً منذ 4 يوليو 2005، عندما بدأت المقاطعة في إصدار تراخيص زواج للأزواج المثليين عملاً بحكم قضائي صدر في 23 يونيو.

## الخلفية
وبعد عدد من الأحكام القضائية في المقاطعات والأقاليم الأخرى للاعتراف بحق الأزواج المثليين في الزواج، أعلن وزير العدل في نيو برونزويك براد غرين في سبتمبر عام 2004 أن حكومة نيو برونزويك لن تسير على خطى حكومة إقليم نوفا سكوتيا في إصدار تراخيص زواج للأزواج المثليين. وقال إن التعريف مسألة فيدرالية، ولن تعترف المقاطعة إلا بالزواج بين رجل وامرأة حتى يتم التوصل إلى تعريف آخر للحكومة (كما فعلت أخيرًا مع قانون الزواج المدني في عام 2005).
ومع ذلك، أشار رئيس وزراء نيو برونزويك برنارد لورد إلى أنه إذا مررت الحكومة الاتحادية مثل هذا التشريع، فسوف تمتثل له. كما أشار إلى أنه سوف يمتثل لقرار المحكمة، على الرغم من أنه شخصياً يعارض زواج المثليين.

## الحكم القضائي
في نيسان/أبريل 2005، رفع أربعة من الأزواج المثليين طعنا قضائيا ضد سياسة الحكومة المتمثلة في حرمان الأزواج المثليين من تراخيص الزواج. ومن بين الأزواج المدافعين البارزين عن حقوق المثليين في نيو برونزويك آرت فوتور-تول وزوجه واين تول (الذي كانا قد تزوجا في أونتاريو)، وكذلك كاثرين سيدني وبردجيت ماكغايل واثنين من الأزواج الآخرين.
في 23 يونيو من ذلك العام، قضت القاضية جودي كليندينينغ من محكمة الملكة في نيو برونزويك في مونكتون بأن فشل المقاطعة في إصدار تراخيص زواج للأزواج المثليين كان انتهاكًا لحقوقهم المنصوص عليها في الميثاق الكندي للحقوق والحريات، وفقًا لأحكام المحكمة في قضايا في المقاطعات الأخرى. وسمحت القاضية للحكومة بفترة سماح مدتها عشرة أيام، وبعدها اضطرت للبدء في إصدار تراخيص زواج المثليين. كان هذا أقل من شهر قبل أن يجعل البرلمان الكندي زواج المثليين قانونيًا في جميع أنحاء كندا.
أصبحت التراخيص الجديدة متاحة في 4 يوليو.

### تشريعات المقاطعة
في مارس 2007، أدخلت الجمعية التشريعية في نيو برونزويك تعديلات على قانون خدمات الأسرة من خلال السماح بالتبني المشترك من قبل «شركاء القانون العام»، بما في ذلك الشركاء المثليون. دخلت التعديلات حيز التنفيذ في 1 فبراير 2008.
في ديسمبر 2008، تم إجراء تعديلات على قانون الزواج والعديد من القوانين الأخرى عن طريق إلغاء كلمة «الزوج والزوجة» واستبدالها بكلمة «الزوجين».

## الرأي العام
أظهر استطلاع للرأي أجرته مؤسسة «كروب» في عام 2017 أن 78% من ساكني نيو برونزويك يؤيدون زواج المثليين، وكان 22% يعارضونه. على الصعيد الوطني، كان 74% من الكنديين من نفس الرأي، في حين عارضه 26% منهم.